# Bolniki (Litwa)
Bolniki (lit. Balninkai) – miasteczko na Litwie, położone w okręgu uciańskim w rejonie malackim, siedziba starostwa Bolniki, 17 km na południowy zachód od Owanty, 470 mieszkańców (2001). 
Znajduje się tu kościół katolicki z pocz. XX wieku, szkoła podstawowa, poczta, ambulatorium i biblioteka. 

## Historia
Miejscowość wzmiankowana w XIV wieku, w 1546 otrzymała prawa miejskie i herb od króla Zygmunta Augusta, odnowione w 1792.
Od 2006 roku miejscowość posiada własny herb nadany dekretem Prezydenta Republiki Litewskiej.